# يو إف سي على إيه بي سي: إيميت ضد توبوريا
يو إف سي على أيه بي سي: إيميت ضد توبوريا (بالإنجليزية: UFC on ABC: Emmett vs. Topuria)‏ هو حدث لفنون القتال المختلطة نظمته يو إف سي، أُقيم في 24 يونيو 2023، على الساحة التذكارية للمحاربين القدامى في ستار في جاكسونفيل، نيفادا، الولايات المتحدة.